# Michael C. Burgess
Michael Clifton Burgess, född 23 december 1950 i Rochester, Minnesota, är en amerikansk republikansk politiker och läkare. Han representerade delstaten Texas 26:e distrikt i USA:s representanthus 2003–2025.
Burgess avlade 1972 kandidatexamen och 1976 masterexamen vid North Texas State University. Han avlade 1977 sin läkarexamen vid University of Texas Health Science Center at Houston.
Kongressledamot Dick Armey bestämde sig för att kandidera till omval i kongressvalet 2003. Hans son Scott Armey vann inte första omgången i republikanernas primärval på grund av 30% av rösterna. Burgess kom tvåa i första omgången med 23% av rösterna men besegrade sedan Scott Armey i andra omgången med 55% av rösterna mot 45% för Armey. Burgess vann därefter själva kongressvalet och efterträdde Dick Armey i representanthuset i januari 2003.